# Kodibeleng
Kodibeleng est une ville du Botswana.